# Nicolás Landa
Andrés Nicolás Landa Medrano (Cochabamba, 27 de mayo de 1996) es un futbolista boliviano. Juega como defensa en Gualberto Villarroel de la Primera División de Bolivia.

## Trayectoria

### Bolívar
Se formaría como futbolista en las inferiores de Bolívar.
Debutó profesionalmente en el primer equipo el 27 de abril de 2016, de la mano del entrenador Vladimir Soria, en un encuentro frente a Real Potosí por el Torneo de Clausura 2016, que finalizó en empate 0-0.
En sus inicios se consolidaría como titular en las series menores, específicamente en la Sub-19 del elenco celeste. Después de cinco años en la institución y solo cinco encuentros en el primer equipo, decidió dejar la institución.

## Selección nacional

### Categorías inferiores
Fue convocado a la Selección sub-17 para disputar el Sudamericano Sub-17 de 2013 que se desarrolló en Argentina. Debutó en la competición el 8 de abril ante Perú.

### Categorías menores
| Torneo                      | Sede      | Resultado    | Partidos | Goles |
| --------------------------- | --------- | ------------ | -------- | ----- |
| Sudamericano Sub-17 de 2013 | Argentina | Primera fase | 1        | 0     |

## Clubes
| Club                 | País    | Año               |
| -------------------- | ------- | ----------------- |
| Bolívar              | Bolivia | 2016 - 2018       |
| Universitario (USFX) | Bolivia | 2021 - 2022       |
| Real Potosí          | Bolivia | 2023              |
| Gualberto Villarroel | Bolivia | 2024              |
| Aurora               | Bolivia | 2025              |
| Gualberto Villarroel | Bolivia | 2025 - Actualidad |

## Palmarés

### Títulos regionales
| Título             | Club                 | Año  |
| ------------------ | -------------------- | ---- |
| Primera "A" (ACHF) | Universitario (USFX) | 2021 |

## Vidal personal
En 2021 se graduó como licenciado en administración de empresas.